# Ardisia alabastro-alata
Espèce
Statut de conservation UICN

 VU D2 : Vulnérable
Ardisia alabastro-alata A.Taton est une espèce de plantes à fleurs de la famille des Primulaceae et du genre Ardisia, que l’on trouve au Cameroun.

## Description
C'est un sous-arbrisseau dont la hauteur peut atteindre 1 m.

## Distribution
Très rare, endémique du Cameroun où on ne la trouve qu'au mont Koupé, elle figure sur la liste rouge de l'UICN en tant qu'espèce vulnérable.